# 小笠原剛
小笠原 剛（おがさわら つよし、1962年3月 - ）は、日本の実業家。

## 人物・経歴
北海道出身。1985年北海道大学法学部卒業、三菱商事入社。2008年三菱商事石油原料ユニットマネージャー。2013年三菱商事石油コークス部長。2014年三菱商事石油製品部長。2017年三菱商事理事石油・炭素事業本部本部長、資源エネルギー庁総合資源エネルギー調査会資源・燃料分科会石油・天然ガス小委員会石油市場動向調査ワーキンググループ委員。2019年アストモスエネルギー代表取締役副社長。2020年アストモスエネルギー代表取締役社長。2021年日本LPガス団体協議会会長、日本LPガス協会会長、エルピーガス振興センター評議員、資源エネルギー庁総合資源エネルギー調査会資源・燃料分科会委員。